# Tillandsia guatemalensis
Tillandsia guatemalensis är en gräsväxtart som beskrevs av Lyman Bradford Smith. Tillandsia guatemalensis ingår i släktet Tillandsia och familjen Bromeliaceae. Inga underarter finns listade i Catalogue of Life.